# Frontera entre Catalunya i Aragó

Frontera entre Aragó i Catalunya en vermell

La frontera entre Catalunya i Aragó té una llargària de dalt a baix de 354 quilòmetres, separant els dos territoris des del port de la Picada al nord, fent també la frontera amb França, fins al Tossal del Rei al sud, on també fa frontera amb el País Valencià.

## Accidents geogràfics
A les següents seccions es mostren els accidents geogràfics que se troben en la frontera dividits per comarques. Les icones horitzontals de carreteres, riu o camins indiquen que transcorren la frontera. Si les icones són verticals, indiquen que fan de frontera entre els dos territoris.

### Ribagorça

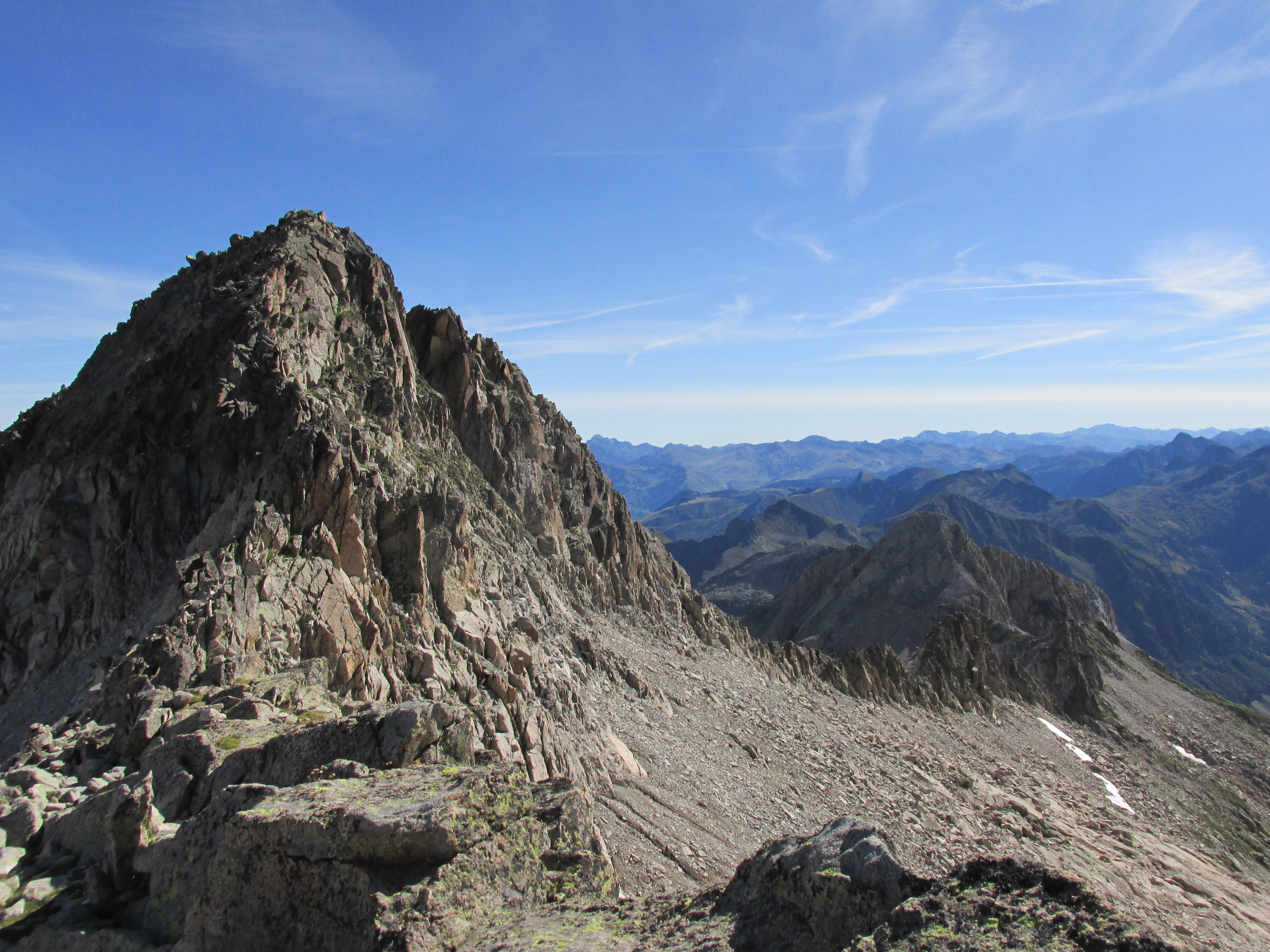
Cap de Toro

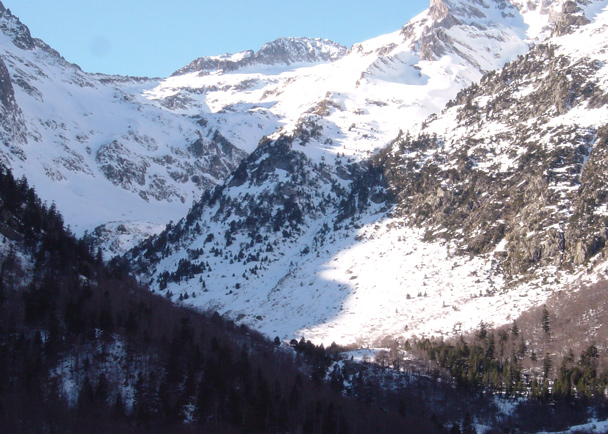
Tuc de Molières

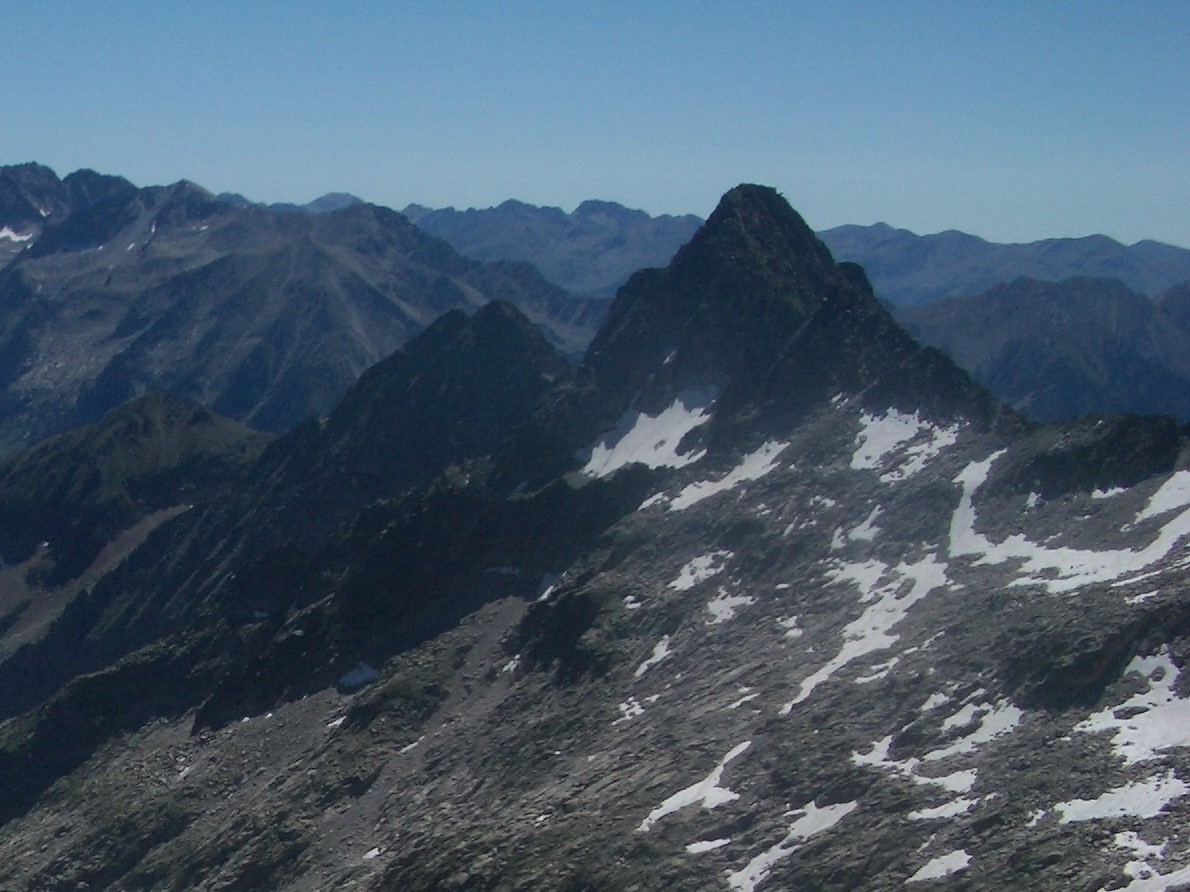
Tuc de la Tallada

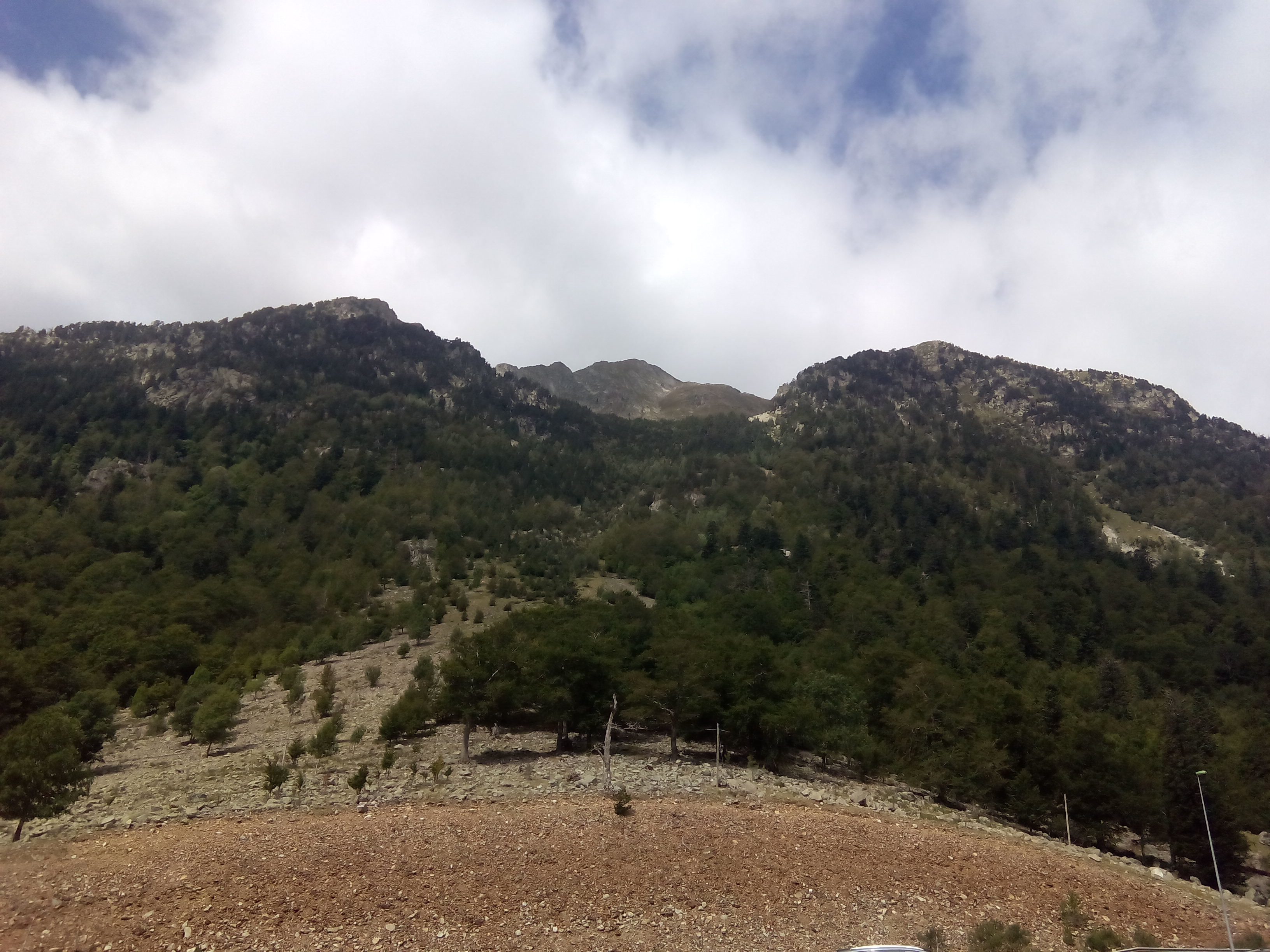
Tuc de Fontana

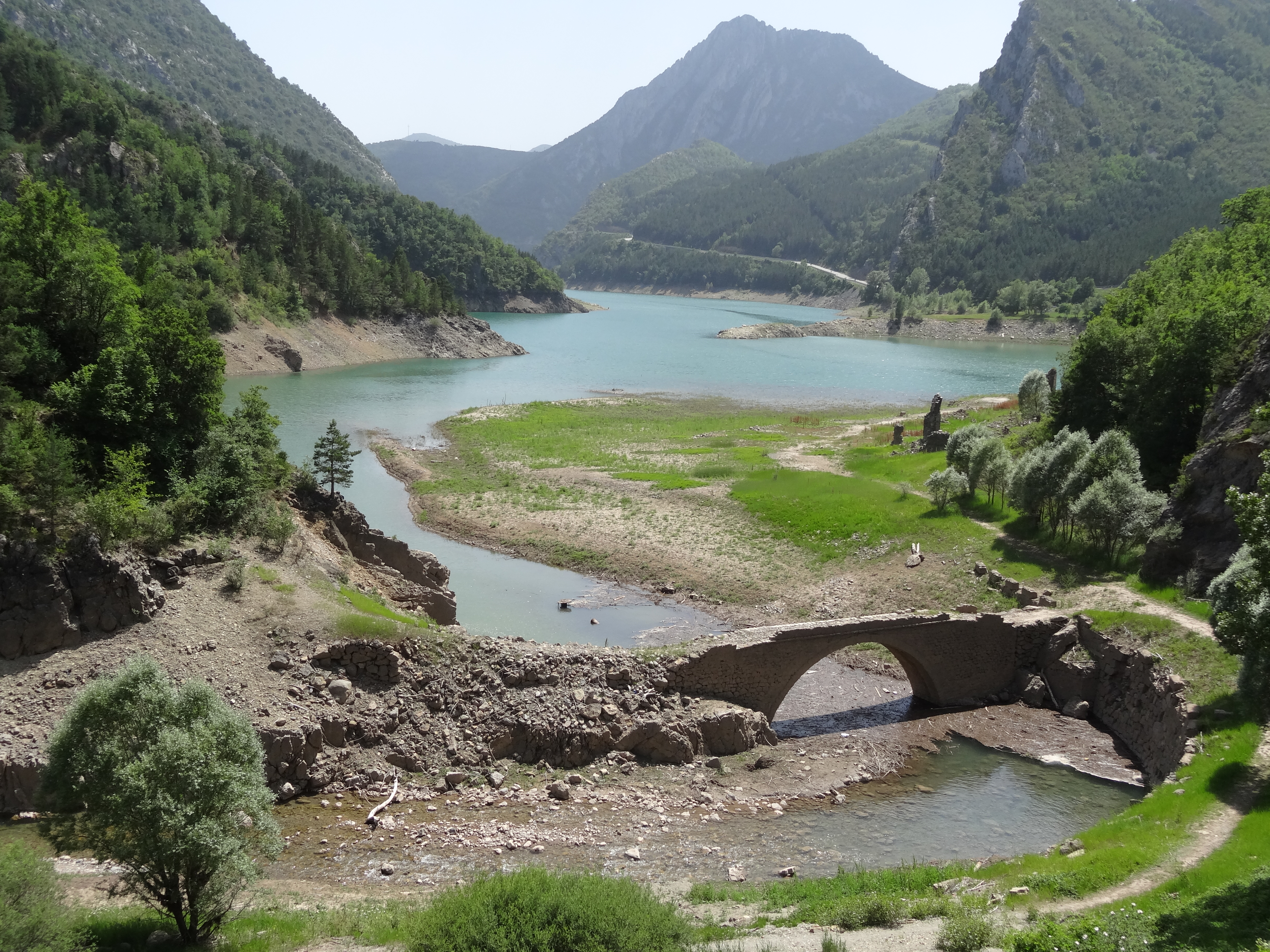
Pantà d'Escales

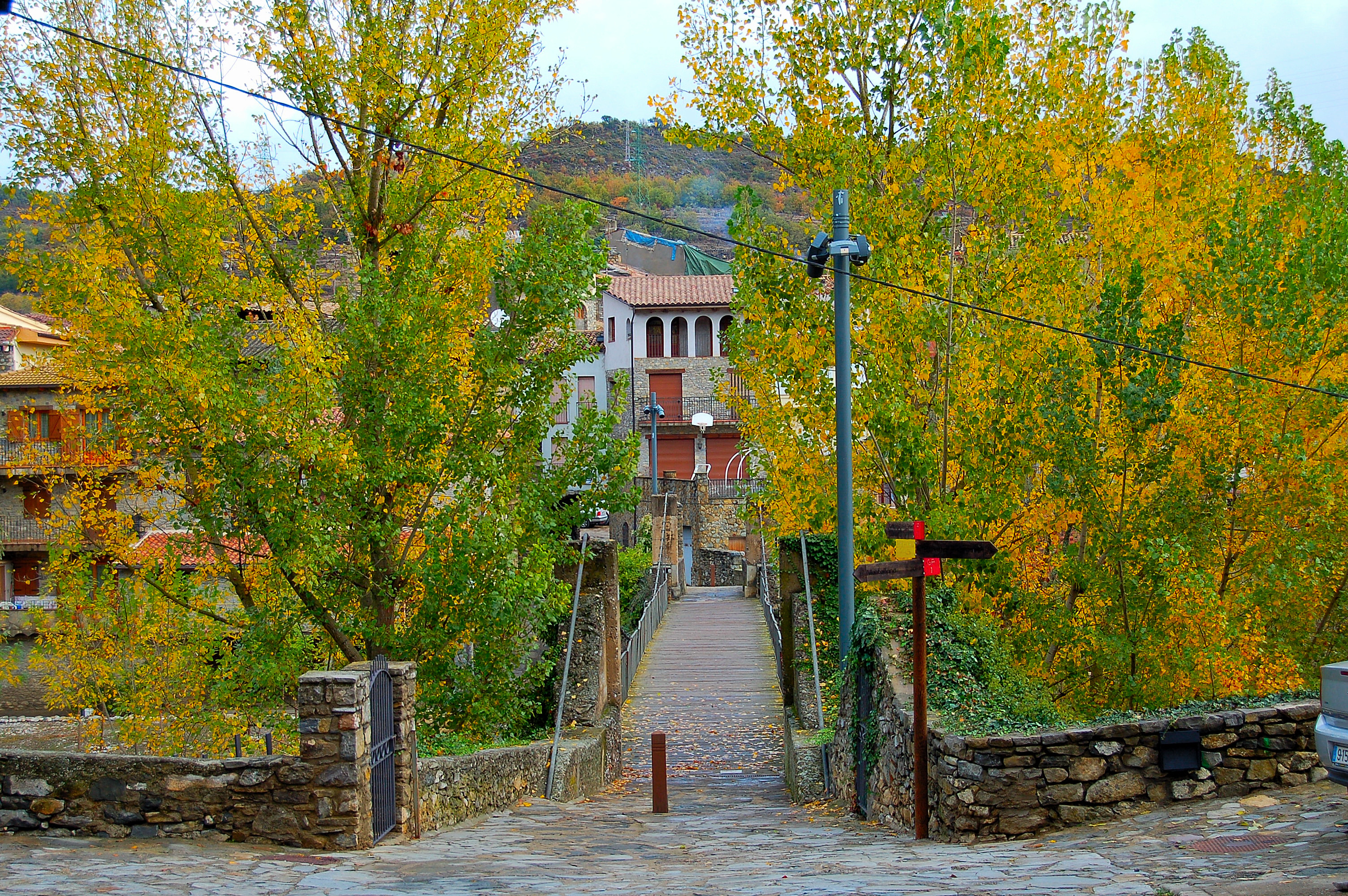
El Pont de Montanyana

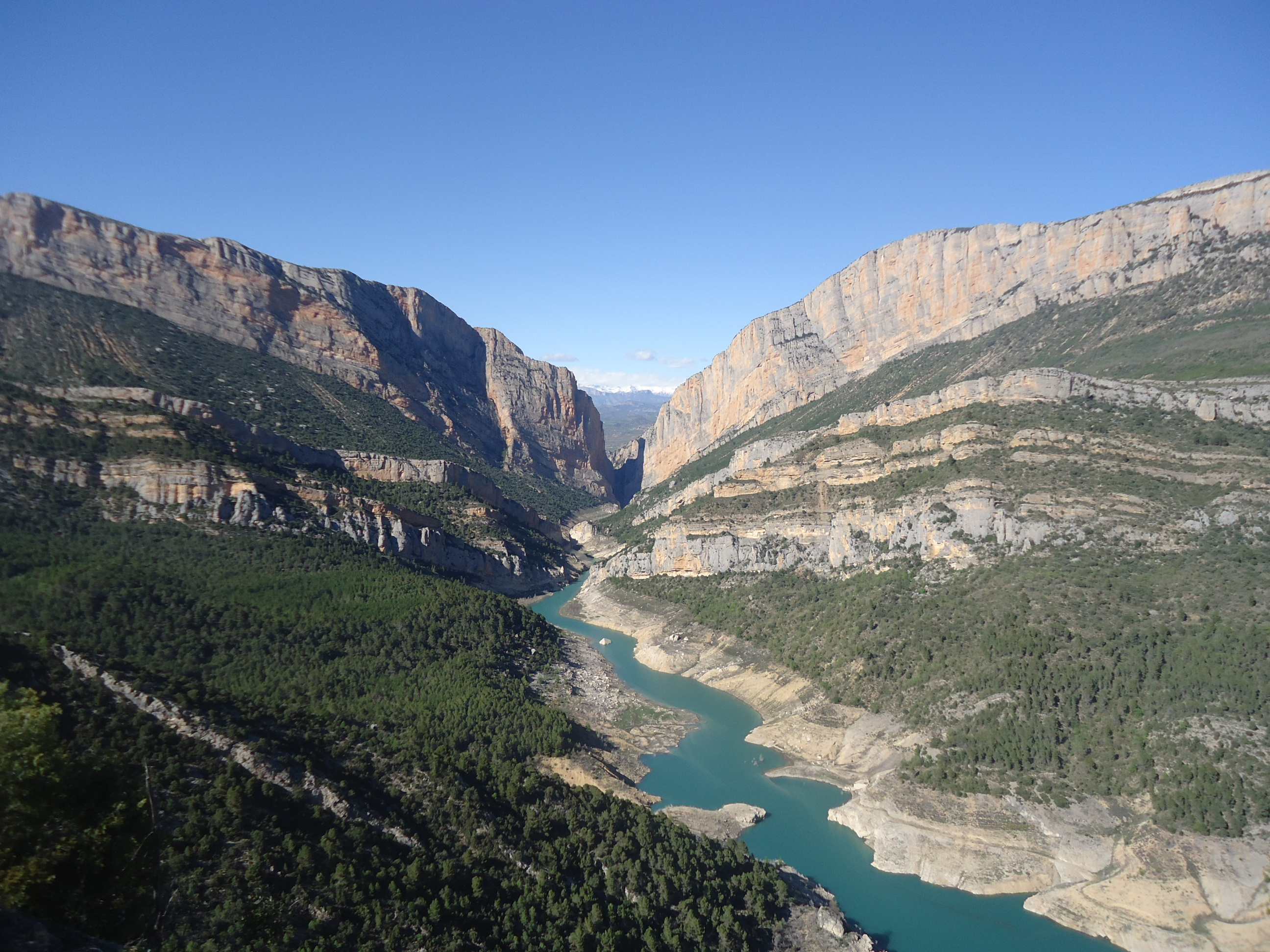
Noguera Ribagorçana al congost de Mont-rebei

La comarca de Ribagorça fa frontera del nord al sud amb els municipis de Vielha e Mijaran, a la Vall d'Aran, Vilaller i El Pont de Suert, a l'Alta Ribagorça, Tremp i Sant Esteve de la Sarga, al Pallars Jussà i Àger i Os de Balaguer, a la Noguera. La frontera comença una mica més al nord del port de la Picada (2.475 m) i baixant, arriba fins al pantà de Santa Anna, sent travessada per 21 passos, 12 dels quals estan asfaltats.
En la seva part més septentrional la frontera està marcada pels Pirineus, que deixen pas a la vall de la Noguera Ribagorçana, riu que marca gran part de la frontera juntament amb els seus pantans de Baserca, Escales, Canelles i Santa Anna. Destaca també el congost de Mont-rebei.
El Pont de Montanyana que encapçala Aragó, està situat a la frontera, de forma que administrativament la seva part occidental pertany a Aragó i la oriental a Catalunya.
| Aragó                                | Aragó                                   | Catalunya         | Catalunya               |
| Benasc                               | Picada (2.475 m)                        | Picada (2.475 m)  | Vielha e Mijaran        |
| Benasc                               | Turonet del Port de la Picada (2.528 m) |                   | Vielha e Mijaran        |
| Benasc                               | Tuca de Bargues (2.632 m)               |                   | Vielha e Mijaran        |
| Benasc                               | Tuqueta de Bargues (2.617 m)            |                   | Vielha e Mijaran        |
| Benasc                               | Bargues (2.508 m)                       |                   | Vielha e Mijaran        |
| Benasc                               | Pic de Pomero (2.707 m)                 |                   | Vielha e Mijaran        |
| Benasc                               | Tuca Blanca del Pomero (2.696 m)        |                   | Vielha e Mijaran        |
| Benasc                               | Pic de Pena Nera (2.581 m)              |                   | Vielha e Mijaran        |
| Benasc                               | Ribereta                                |                   | Vielha e Mijaran        |
| Benasc                               | Aranesos (2.447 m)                      |                   | Vielha e Mijaran        |
| Benasc                               | Turó de tres Puntes (2.897 m)           |                   | Vielha e Mijaran        |
| Benasc                               | Alfred (2.875 m)                        |                   | Vielha e Mijaran        |
| Benasc                               | Cap de Toro (2.971 m)                   |                   | Vielha e Mijaran        |
| Benasc                               | Tuca de Mulleres (3.009 m)              |                   | Vielha e Mijaran        |
| Montanui                             |                                         |                   | Vielha e Mijaran        |
| Cavall (2.749 m)                     |                                         |                   | Vielha e Mijaran        |
| Tuc de la Feixa de la Vall (2.879 m) |                                         |                   | Vielha e Mijaran        |
| Tuc de la Tallada (2.952 m)          |                                         |                   | Vielha e Mijaran        |
| Tallada (2.623 m)                    |                                         |                   | Vielha e Mijaran        |
| Tuc del Mig de la Tallada (2.794 m)  |                                         |                   | Vielha e Mijaran        |
| Mulleres (2.557 m)                   |                                         |                   | Vielha e Mijaran        |
| Tuc de Fontana de Senet (2.635 m)    |                                         |                   | Vielha e Mijaran        |
| Fontana de Senet (2.512 m)           |                                         |                   | Vielha e Mijaran        |
| Tuc de Fontana de Vielha (2.576 m)   |                                         |                   | Vielha e Mijaran        |
| Collada del Santet (2.364 m)         |                                         |                   | Vielha e Mijaran        |
| N-230                                |                                         |                   | Vielha e Mijaran        |
| Noguera Ribagorçana                  |                                         |                   | Vielha e Mijaran        |
| Vilaller                             |                                         |                   |                         |
| Pantà de Baserca                     |                                         |                   |                         |
| Noguera Ribagorçana                  |                                         |                   |                         |
| Pont de Senet                        |                                         |                   |                         |
| Noguera Ribagorçana                  |                                         |                   |                         |
| Cogulló                              |                                         |                   |                         |
| Noguera Ribagorçana                  |                                         |                   |                         |
| Roi                                  |                                         |                   |                         |
| Noguera Ribagorçana                  |                                         |                   |                         |
| Riupedrós                            |                                         |                   |                         |
| Molí                                 |                                         |                   |                         |
| Ramader                              |                                         |                   |                         |
| Montanui-Vilaller                    |                                         |                   |                         |
| Noguera Ribagorçana                  |                                         |                   |                         |
| N-260                                |                                         |                   |                         |
| El Pont de Suert                     |                                         |                   |                         |
| Noguera Ribagorçana                  |                                         |                   |                         |
| Bonansa                              | N-230                                   | N-230             |                         |
| Bonansa                              | Pantà d'Escales                         |                   |                         |
| Bonansa                              | N-230                                   |                   |                         |
| Sopeira                              | Casetes                                 | Casetes           |                         |
| Sopeira                              | Font de la Teula                        |                   |                         |
| Sopeira                              | N-230                                   |                   |                         |
| Sopeira                              | Pratusot                                | Pratusot          | Tremp                   |
| Sopeira                              | Cantallops                              |                   | Tremp                   |
| Sopeira                              | Pantà d'Escales                         |                   | Tremp                   |
| Sopeira                              | Llastarri                               |                   | Tremp                   |
| Sopeira                              | Noguera Ribagorçana                     |                   | Tremp                   |
| Areny de Noguera                     |                                         |                   | Tremp                   |
| Pont                                 |                                         |                   | Tremp                   |
| El Pont d'Orrit                      |                                         |                   | Tremp                   |
| Noguera Ribagorçana                  |                                         |                   | Tremp                   |
| El Pont de Montanyana                |                                         |                   | Tremp                   |
| Pont                                 |                                         |                   | Tremp                   |
| El Pont de Montanyana                |                                         |                   | Tremp                   |
| Noguera Ribagorçana                  |                                         |                   | Tremp                   |
| C-1311                               |                                         |                   | Tremp                   |
| Noguera Ribagorçana                  |                                         |                   | Tremp                   |
| Viacamp i Lliterà                    | Pantà de Canelles                       | Pantà de Canelles | Sant Esteve de la Sarga |
| Viacamp i Lliterà                    | Pantà de Canelles                       | Pantà de Canelles | Àger                    |
| Viacamp i Lliterà                    | Pantà de Canelles                       | Pantà de Canelles | Os de Balaguer          |
| Viacamp i Lliterà                    | Pic de la Socarrada (664 m)             |                   |                         |
| Viacamp i Lliterà                    | Tossal de la Quadra (618 m)             |                   |                         |
| Viacamp i Lliterà                    | Pantà de Canelles                       |                   |                         |
| Estopanyà                            |                                         |                   |                         |
| HU-V-9301                            |                                         |                   |                         |
| Pantà de Santa Anna                  |                                         |                   |                         |